# Dendrobium nanum
Dendrobium nanum är en orkidéart som beskrevs av Joseph Dalton Hooker. Dendrobium nanum ingår i släktet Dendrobium, och familjen orkidéer. Inga underarter finns listade i Catalogue of Life.